# Walter Ritz
Walter Ritz [válter ríc], švicarski fizik, * 22. februar 1878, Sion, Valais, Švica, † 7. julij 1909, Göttingen, Nemčija.